# مالزیایی‌های تایلندی‌تبار
مالزیایی‌های تایلندی‌تبار (به انگلیسی: Malaysian Siamese) یا سیامی‌های مالزی یک قوم یا جامعه ای هستند که به‌طور کلی در شبه‌جزیره مالزی زندگی می‌کنند که تا حدودی با بخش فرهنگی جنوب برمه و جنوب تایلند سازگار می‌باشد، ولی توسط پیمان آنگلو-سیامی ۱۹۰۹ بین پادشاهی متحد بریتانیای کبیر و ایرلند و پادشاهی سیام از هم جدا افتاده بودند. این عهد نامه، خط مرزی مالزی-تایلند کنونی را به‌وجود آورد که از رود گولوک در کلانتان شروع شده و در پادانگ بسار در پرلیس خاتمه می‌یابد.

## جمعیت‌شناسی
در سال ۲۰۰۰، طبق آمار رسمی، میزان افراد قوم سیامی در مالزی، ۵۰٬۲۱۱ نفر اعلام گردید. از این تعداد، ۳۸٬۳۵۳ نفر (یا ۷۶٫۴ درصد از آنها) تابعیت مالزی را کسب نموده‌اند.